# هجمات الحرمان من الخدمات
هجمات الحرمان من الخدمات أو هجوم حجب الخدمة (بالإنجليزية: Denial of Service Attacks)‏ هي هجمات تتم عن طريق إغراق خوادم المواقع بسيل من البيانات غير اللازمة يتم إرسالها عن طريق أجهزة مصابة ببرامج (في هذه الحالة تسمى Distributed Denial of Service (DDoS) Attacks) تعمل على نشر هذه الهجمات بحيث يتحكم فيها القراصنة والعابثين الإلكترونيين لمهاجمة الشبكة (الإنترنت) عن بعد بإرسال تلك البيانات إلى  خوادم المواقع بشكل كثيف مما يسبب بطء الخدمات أو زحاماً مرورياً بهذه المواقع ويسبب صعوبة وصول المستخدمين لها نظراً لهذا الاكتظاظ، خصوصاً وأنه يبدو، وباعتراف الكثير من خبراء الأمن على الشبكة، وكأنه لا يوجد علاج في الوقت الحالي لهذا الأسلوب في الهجوم على مواقع الشبكة (الإنترنت)، وعلى هذا الأساس فإن هذا النوع من الهجمات يُدعى في بعض الأوساط «بإيدز الإنترنت». ويتم هذا الهجوم بدون كسر ملفات كلمات السر أو سرقة البيانات السرية، هجمات حجب الخدمة تتم ببساطه بان يقوم المهاجم بإطلاق أحد البرامج التي تزحم المرور للموقع الخاص بك وبالتالي تمنع أي مستخدم آخر من الوصول إليه.
أكدت العديد من التقارير تزايد عدد الهجمات من خلال الشبكة (الإنترنت) وازدياد شدتها وتأثيرها التدميري عاماً بعد الآخر وتأثيرها على مبيعات المواقع والخدمات عبر الشبكة. ويرجع ذلك إلى عدة أسباب من أخطرها ما يعرف بـ«هجمات الحرمان من الخدمات» أو «هجمات حجب الخدمة» (Denial of Service Attacks) مختصرة بعبارة DoS. وبشكل عام تتواجد مثل هذه الهجمات منذ أعوام إلا أن قوتها الآن أصبحت أكبر من أي فترة مضت، كما أنها وصلت إلى مرحلة من النضج بحيث تستهدف أهدافًا محددة ومقصودة لأغراض تجارية. هذا وتذكر شركة سمانتك المتخصصة في الأمن الإلكتروني أن متوسط عدد هجمات الحرمان من الخدمة وصل إلى 927 هجمة في النصف الأول من عام 2004 بزيادة قدرها 679% عنها في النصف الثاني من عام 2004. تشكو الشركات التكنولوجية العملاقة، حتى يومنا هذا،من تكرار تعرض خوادمها لهجمات الحرمان من الخدمة المكثفة

## ما هي هجمات الحرمان من الخدمات؟
هجمات الحرمان من الخدمات كأسلوب ليست حديثة، ولكن تكنولوجيا الشبكات الحديثة مثل إنترنت الأشياء
```
 جعلتها فتاكة. ومبدأ هذا الأسلوب بسيط ويتلخص في أن المهاجم يقوم بإغراق الأجهزة المزودة بسيل من الطلبات والأوامر التي تفوق قدرة الجهاز المزود على المعالجة. ومن الأمثلة الظريفة والبسيطة على هذا الأسلوب هو مواصلة الضغط على زر الإدخال ENTER على مطراف (Terminal) لم تقم بعد بتسجيل الدخول إلى الشبكة Log In ولكنها مرتبطة بنوع معين من الأجهزة الإيوانية أو محطات العمل. والسبب في أن هذا الأسلوب يمكن أن يُصنف ضمن أساليب هجمات الحرمان من الخدمات هو أن زر الإدخال يقوم في معظم الأحيان ببدء روتين للتعرف على الأداة ضمن نظام التشغيل، وهو روتين ذو أولوية تنفيذ عالية عادة. وبمواصلة الضغط على هذا الزر يتولد طلب مرتفع على عملية المعالجة اللازمة للتعرف على الأداة (لوحة المفاتيح في هذه الحال)، مما يؤدي إلى استهلاك 100% من طاقة المعالج وجعله غير قادر على تلقي طلبات معالجة إضافية. ويؤدي ذلك إلى إحداث شلل في نظام التشغيل والذي لا يمتلك عادة الذكاء ليميز بين طلبات الدخول الشرعية، وطلبات الدخول المؤذية. وفي هذه الحالة لا توجد ميكانيكية يمكن بها الاستجابة لهذا الهجوم.
```

من الأساليب الأخرى لهذا النوع من الهجوم هو استهداف الموارد الثابتة الأخرى في البنية التحتية، ومن الأمثلة على ذلك هجمات الإغراق SYN. فضمن جلسات الشبكة (الإنترنت) الاعتيادية تتم عملية أشبه بالمصافحة بين النظم، حيث يقوم أحد النظم بإصدار طلب للارتباط بنظام آخر باستخدام حزمة SYN (المزامنة). ويقوم النظام المضيف في هذه الحالة بإصدار حزمة SYN-ACK، والتي يستجيب فيها للطلب الوارد من عنوان IP معين، ويقوم بتسجيل هذا العنوان في جدول معين، وتحديد فترة معينة لقطع الاتصال إذا لم تحدث الاستجابة لهذه الحزمة، والتي يجب أن تكون على شكل حزمة ACK يصدرها النظام الأول. وفي هجمات الإغراق، يقوم المهاجم بإرسال أكبر كمية ممكنة من حزم SYN باستخدام عناوين IP مزيفة، ويقوم النظام المضيف بتسجيل ردود حزم SYN-ACK في الجدول، والتي تبقى هناك لأن المهاجم لا يقوم بإرسال حزم ACK المطلوبة، مما يؤدي إلى امتلاء الجدول بالطلبات وعدم قدرته على تلقي أية طلبات اتصال جديدة. ورغم الأذى الذي قد يلحقه هذا النوع من الهجمات فإن العلاج يكمن في خطوتين؛ الأولى هي زيادة حجم الجدول الذي يتلقى طلبات الاتصال، والثانية-وهي خطوة ملازمة للأولى-التقليل من الوقت المطلوب للاستجابة لطلبات الاتصال وذلك لحذف المدخلات غير المستخدمة بشكل أسرع.
هنالك نوع آخر من هجمات الحرمان من الخدمات، حيث يستخدم المهاجم برنامجا يقوم بتجربة الدخول إلى حسابات المستخدمين ضمن خدمة معينة من خلال تجربة كافة أسماء المستخدمين، واستعمال كلمات سر خاطئة، عمدا. وعند استخدام هذه البرمجيات فإن بعض المزودات، إذا لم يكن هنالك تأخير معين بين محاولات الدخول، تقوم بمنع المستخدمين الشرعيين من النفاذ إلى النظام. وهنالك أيضا أسلوب آخر من الهجمات يدعى «الحزم الدامعة Teardrop» حيث يرسل المهاجم حزما مشوهة بحيث يؤدي إلى انهيار عمليات معالجة عناوين IP على الجهاز المزود. وبالمثل، فهنالك أسلوب إغراق عملية المعالجة نفسها في نظام التشغيل من خلال إرسال أوامر معالجة أو إدخال طويلة (أكثر طولا مما يسمح به نظام التشغيل أو التطبيق) Buffer Overflow، لا تقوم عمليات معالجة المدخلات ضمن نظام التشغيل بصدّها (وهي الثغرة التي استغلها واضعو فيروس الشيفرة الحمراء Code Red في مخدمات مايكروسوفت ونظام تشغيلها) مما يؤدي إلى انهيار النظام.

## أنواع (طرق) هجمات الحرمان من الخدمة

### هجمات Ping Of Death و Teardrop
هناك ثلاثة أنواع من هجمات حجب الخدمة (denial-of-service attack):
- الهجمات التي تستغل خطأ برمجي Bug في بناء TCP/IP
- الهجمات التي تستغل تقصير في مواصفات TCP/IP
- الهجمات التي تعيق المرور في شبكتك حتى لا تستطيع أي بيانات ان تصل إليها أو تغادرها.

و الهجمتان المميتتان المشهوران بينج الموت (Ping Of Death) والهجمة الدمعة Teardrop، يصنفان مع النوع الأول.فهجمه Ping Of Death تستخدم أي برنامج Ping لتخلق حزمه IP تتعدى الحد الأقصي (65536 بايت) من البيانات المسموح بها لحزمة IP.و تلك الحزمة بإرسالها إلى أي نظام من الممكن لهذا النظام ان ينهار أو يتوقف عن العمل أو يعيد التشغيل من تلقاء نفسه. وتلك الهجمة ليست بجديده وكل منتجي أنظمة التشغيل قاموا بعلاجها.
أما عن الهجمة Teardrop فهي تستغل ضعف في إعادة تجميع اجزاء حزمة ال IP. خلال رحلتها في الشبكة (الأنترنت)، تقسم حزمة ال IP إلى اجزاء اصغر.و كل جزء يبدوا مثل الحزمة الأصلية ما عدا أنه يحتوي على حقل يقول -كمثال- «هذا الجزء يحمل البايتات من 600 إلى 800 من الحزمة الأصلية غير المجزئه».
هجمة Teardrop تخلق حزمة IP مجزئة ولكنها متداخلة Overlapped في محتويات حقل تعريف هذا الجزء. وعندما يتم تجميع تلك الحزمة من جديد بعض الأنظمة قد تنهار وبعضها يتوقف عن العمل وبعضها قد يعيد تشغيلة من تلقاء نفسه.

### هجمات SYN
الضعف في مواصفات ال TCP/IP تجعله عرضة لهجمات SYN التي تنفذ أثناء
المصافحة الثلاثية (Three way handshake) والتي تتم بين تطبيقين لبدء الاتصال بينهما.في الظروف العادية التطبيق الذي يبدأ الاتصال (المرسل) يرسل حزمة TCP-SYN إلى التطبيق المستقبل. والمستقبل يرد بإرسال حزمة TCP-SYN-ACK بعلم وصول الحزمة الأولى وعندئذ يرسل
التطبيق (المرسل) حزمة ACK بعلم الوصول وعندئذ يبدأ التطبيقان في تبادل البيانات فيما بينهما.
.
و لكن هجمة SYN تغرق flood الهدف بسلسلة من حزم TCP-SYN.كل حزمة تؤدي بالهدف إلى تجهيز استجابة SYN-ACK. وبينما الهدف ينتظر المصافحة الثالثة ACK ، يقوم بوضع كل حزم SYN-ACK المنتظرة دورها في الإرسال في طابور queue يسمى طابور المتراكمات backlog queue.و هذا الطابور له سعة محددة والتي هي غالبا صغيرة إلى حد ما.و بمجرد أن يمتلئ هذا الطابور، سيتجاهل النظام كل طلبات SYN الواردة. SYN-ACK تغادر الطابور فقط عندما يتم الرد ب ACK أو ينهي العداد الداخلي (والذي يجهز للعد لفترة طويلة نسبيا) المصافحة الثلاثية.
و هجمة SYN تخلق كل حزمة SYN بعنوان IP مزيف للمرسل.و كل الاستجابات من الهدف ترسل إلى ذلك العنوان المزيف والذي يكون إما غير موجود في الأساس أو لنظام لا يعمل حاليا وبالتالي فان حزمة ACK التي تلى حزمة SYN-ACK لن تصل إلى الهدف ابدا.و هذا يؤدي إلى امتلاء طابور المتراكمات على الدوام فيجعل من المستحيل تقريبا على أي مستخدم الوصول إلى هذا النظام.
منتجي حوائط النيران Firewalls مثل Checkpoint و Cisco و Raptor قاموا يإضافة ميزات في منتجاتهم لتزودك بدورع ضد هجمات SYN.و بالإضافة إلى ذلك يجب على حائط النيران الخاص بك التأكد من أن الحزم الصادرة من شبكتك تحتوي على عنوان IP مصدره سليم، والذي هو أحد عناوين شبكتك الداخلية، وبالتالي لن يتم تزيف عنوان IP المصدر من داخل شبكتك.

### هجمة إغراق UDP
أغراق بروتوكول بيانات المستخدم تتم بربط نظامين ببعض. بالخداع Spoofing ، هجمة إغراق UDP تتم بالسيطرة على خدمة charger لأحد النظامين، وتلك الخدمة لأغراض اختبارية تقوم بتوليد سلسلة من الحروف Characters لكل حزمة تستقبلها، مع خدمة الصدى UDP echo للنظام الآخر، والتي تردد كالصدى كل حرف تستقبله كمحاولة لاختيار برامج الشبكة.و نتيجة لهذا الربط يتم تبادل سيل لا يتوقف من البيانات العقيمة بين النظامين.
و لكي تمنع هجمة إغراق UDP ، يمكنك اما ان توقف عمل كل خدمات UDP لكل جهاز على شبكتك، أو من الأسهل أن تعد جدار ناري خاص بك لتنقية كل طلبات UDP. وبما أن هذا الأخير صمم لعمل التشخيصات الداخلية، يمكنك غالبا الاستمرار بتجاهل طلبات UDP من مجتمع الإنترنت. لكنك لو حجبت كل خدمات UDP, بالتالي بعض التطبيقات الجيدة والمعتمده على UDP مثل RealAudio.

### الهجمات الموزعة
ومع ظهور الشبكة (الإنترنت)، أصبحت هجمات الحرمان من الخدمات أكثر إثارة بالنسبة للهكرز، حيث أصبح بالإمكان استغلال أكثر من جهاز على الشبكة (بشكل شرعي أو غير شرعي) للهجوم على موقع معين أو مزوّد معين، باستخدام ما أصبح يدعى بهجوم السنافر Smurf Attack، وفي هذا النوع من الهجمات، يقوم المعتدون باستغلال ميزة خطيرة في الشبكات التي تعتمد بروتوكول IP-وهي عنوان البث broadcast address؛ ففي الأحوال الاعتيادية يتم إرسال طلب إلى الشبكة مثل استخدام أمر بينج من خلال عنوان البث، مما يؤدي إلى إعادة إنتاج وإرسال هذا الطلب إلى كل عنوان IP على تلك الشبكة، وعندئذ يمكن لجميع النظم الموجودة على الشبكة أن تقوم بإرسال المعلومات المناسبة إلى مصدر أمر ping. وفي حالة هجمات السنافر يحدث الحرمان من الخدمات باستخدام عناوين رأسية IP مزيفة وجعلها تقوم بإرسال أمر ping إلى عنوان البث لشبكة كبيرة، ومن ثم إعادة توجيه الإجابات إلى نظام ثالث، وهو نظام الضحية. وفي هذه الحالة يتعرض الضحية بسهولة إلى الإغراق من قبل بيانات مزيفة تعترض سبيل بياناته الحقيقية.
في عالم إنترنت اليوم تحدث هجمات الحرمان من الخدمات باستخدام أدوات وأساليب أكثر قدرة على التدمير من الأساليب القديمة، حيث يقوم الهكرة باستخدام أدوات تقوم بفحص النظم غير المحمية، ومن ثم تثبيت برامج (تُدعى بالزومبي-أو الأموات الأحياء، إشارة إلى جهل المستخدم بأنه قد تم اختراق نظامه)، وهذه الزومبي تقوم بالإنصات إلى أوامر معينة ومُشفرة من برامج رئيسة MASTER يسيطر عليها الهكرة الذين يخططون لبدء الهجوم. وفي مرحلة معينة يقوم البرنامج الرئيس بإرسال الأوامر إلى الزومبي، والتي تتكون من عنوان IP الذي سيتم الهجوم عليه، وتحديد أسلوب الهجوم الذي يجب أن يتم استخدامه.
بما أن البرنامج الرئيس يمكنه أن يسيطر بسهولة على مئات أو ألوف الزومبي، فإن النظام المستهدف لا يجدا مخرجا من الركوع في النهاية، حيث أن مثل هذه الهجمات يمكن لها بسهولة أن تستنزف كافة المصادر المتاحة للأجهزة المزودة التي تتعرض للهجمات. ومن أدوات هجمات الحرمان المستخدمة اليوم هناك trin00، و tfn، وبرنامج Stacheldart، و TFN2K، و Shaft، و Trinity، والكثير غيرها. ولمعرفة المزيد عن هذه البرمجيات يمكن الرجوع إلى مصدر ممتاز على إنترنت موجود على العنوان.

### كيفية عمل هجوم حجب الخدمة الموزعة؟
تعتبر هجمات حجب الخدمة الموزعة DDoS (Distributed Denial of Service)، نوعاً جديداً من هجمات حجب الخدمة العادية التي تعتمد على استخدام برامج معينة في الهجوم. وهذا النوع من الهجمات، هو الذي استخدم في الهجوم على كبرى مواقع إنترنت، مثل ZDNet Yahoo!، eBay، Amazon، CNN، وغيرها. وتعتمد هذه الهجمات على تجنيد أجهزة كمبيوتر متصلة بإنترنت، بدون علم مالكيها، وتوجيهها إلى بث الرزم الشبكية إلى مزود معين، بهدف إيقافه عن العمل، نتيجة ضغط البيانات المستقبلة.
ويعتمد هذا النوع من الهجمات على وضع برنامج خبيث خاص، من نوع حصان طروادة في كل حاسوب متصل بالشبكة يمكن الوصول إليه، عن طريق إرسال البرنامج بواسطة البريد الإلكتروني، مثلاً، وتفعيله على هذه الأجهزة، لتعمل كأجهزة بث للرزم الشبكية، عند تلقيها الأمر بذلك من برنامج محدد يقبع على جهاز أحد المخترقين. ومن أشهر البرامج المستخدمة في إجراء هذه الهجمات:
TRINOO stacheldraht. & Tribe FloodNet & TFN2K، يعتبر هذا النوع من هجمات
حجب الخدمة، أكثر الأنواع خطورة، حيث يمكن أن يشكل خطراً على الشبكة (الإنترنت) كلها، وليس على بعض المواقع فقط، حيث أن كل موقع من المواقع التي أصيبت في شهر فبراير«الشهر الأسود»، بهذا النوع من هجمات حجب الخدمة، هي مواقع تحجز جزءاً كبيراً من حزمة البيانات في الشبكة (الإنترنت)، ما قد يهدد الشبكة بالكامل. وإن حدث ذلك يوماً، فنتوقع أن يشهد العالم أزمة اقتصادية شاملة!
ويتفق الخبراء اليوم على أنه لا سبيل لعلاج الهجمات الموزعة أو تفاديها. ورغم أن البعض يقترحون استخدام أساليب التحقق من الهوية والتشفير لمعالجة حزم المعلومات المتناقلة، فإنهم يتفقون أيضا على أن هذه الطرق غير عملية لمعالجة المشكلة على إنترنت. وهنالك اقتراحات أخرى بتضمين المعالجات إرشادات يمكنها تمييز هجمات الحرمان من الخدمات وفلترتها قبل أن تؤثر على نظام التشغيل، وهو حل تعمل على تطويره العديد من الشركات المنتجة لبرمجيات مكافحة هجمات الحرمان من الخدمات اليوم.

## الشيفرة الحمراء
عندما ظهرت الشيفرة الحمراء في عام 2001 قدّر بعض الخبراء الخسائر الناجمة عن هذا الفيروس بنحو ملياري دولار والاسم التقني لهذا الفيروس يشير إلى الثغرة التي يستغلها هذا الفيروس وهو Buffer overflow، وهي ثغرة موجودة في مزودات مايكروسوفت IIS في الإصدارات 4 و 5 التي تعمل ضمن ويندوز 2000 أو الإصدارات التجريبية من ويندوز إكس بي.
تخيل موقعا تحتاج للدخول إليه إلى اسم مستخدم وكلمة سر، ثم تخيل أنك قمت باستعمال اسم مستخدم يتكون من مليون حرف!! ما يحصل في بعض النظم، والتي لم يتم بها تحديد الحد الأقصى لحجم المتغيرات، هو أنها إما تنهار أو تسمح للمستخدم بالدخول. أما في حالة الثغرة الموجودة في برمجيات مايكروسوفت المذكورة أعلاه فهو أن النظام يسمح للهكرز بالدخول، ومن ثم تنفيذ أية مجموعة يريدها من الأوامر. ويستغل فيروس، أو دودة، الشيفرة الحمراء هذه الثغرة لينفذ إلى المزودات، ومن ثم الانتشار إلى مزودات أخرى، ليتحول إلى هجمة حرمان من الخدمات، حيث يقوم باستهلاك نطاقات الموجة للبحث عن ومسح مجموعات من عناوين IP المولّدة شبه عشوائيا.
كان الفيروس فعالا في الانتشار إلى حد أنه تمكن من الوصول إلى 250 ألف نظام في الساعات التسعة الأولى من ظهوره. وخلال هذه الساعات قام الفيروس بوضع العبارة " Welcome to www.worm.com Hacked by Chinese!" كاستجابة لأية طلبات لوصلات HTTP. وتتكرر هذه المرحلة من اليوم الأول حتى اليوم التاسع عشر من كل الشهر. وفي مرحلة الإغراق، وهي المرحلة الثانية، والتي تتواصل في الفترة ما بين 20 و 27 من أي شهر، فإن الفيروس قام باستهداف عناوين IP الخاصة بالبيت الأبيض الأمريكي، والذي تمكن من مكافحة الهجوم بتغيير عنوان IP ضمن نظام أسماء النطاقات المركزي. ومع ذلك، فإن مشتقات هذه الدودة، والتي ظهرت لاحقا، تقوم باستخدام أساليب أخرى للإستهداف. فبالإضافة إلى استخدام العناوين المكتوبة بالحروف، وليس بأرقام IP فقط، فإن المشتقات الجديدة يمكنها استهداف مواقع في بلدان معينة، أو أقاليم معينة. وفي المرحلة الثالثة فإن الدودة تخلد إلى النوم، حتى بداية الدورة في الشهر التالي.

### مشتقات الشيفرة الحمراء
وبالنسبة لمشتقات دودة الشيفرة الحمراء الأصلية، فقد كانت أكثر ذكاء وقدرة على الانتشار، حيث أنها لم تقم بالبحث عن نفس القائمة من عناوين IP، كما أنها لم تستخدم الرسالة الإنجليزية الأصلية، مما أطال من فترة الاكتشاف والانتشار. وبدلا من أسلوب التخريب الأول فإن المشتقات الجديدة تقوم بوضع فيروسات طروادية، تقوم بفتح مسالك للنفاذ إلى الأجهزة المصابة بالفيروس، والتي لم يتم معالجة الثغرة بها، مما يسمح للهكرة مستقبلا باستخدام هذه الأجهزة لشن هجمات جديدة للحرمان من الخدمات. كما أن المشتقات الجديدة كما ذكرنا تقوم بتوليد عناوين IP عشوائية للعثور على أجهزة جديدة لاختراقها.

#### الشيفرة الحمراء ليست حكرا على مايكروسوفت فقط
وأثناء بحث دودة الشيفرة الحمراء عن عناوين جديدة لاختراقها، ترسل رسائلها إلى جميع المزودات دون استثناء، حيث تقوم بإرسال أمر GET بحثا عن الملف default.ida يتبع ذلك أمر طويل ليس له معنى. ويعني ذلك أنه يصبح لزاما على المزود أن يقوم بمعالجة مجموعة كبيرة من حزم get، مما قد يؤدي إلى إحداث بعض الضغوط على الأداء. وبالإضافة إلى ذلك، إذا كان لديك مزود وسيط يقوم بتسريع أداء مزود ويب، فإنه يقوم بإرسال هذه الأوامر إلى مزود الويب، والذي رغم أنه قد لا يتعرض للعدوى بالفيروس، فإنه حتما سيعاني من تراجع في الأداء نتيجة للكم الهائل من الحزم التي سيكون عليه معالجتها. لذلك احرص على زيارة موقع إنترنت الخاص بالشركة المنتجة لمزود الويب الذي تستخدمه، وابحث عن الرقع البرمجية الخاصة بدودة الشيفرة الحمراء.

## حقائق حول هجمات حجب الخدمة
مع أن هجمات حجب الخدمة تبدو بسيطة وتافهه أحيانا بنظر المبتدئين ممن يديرون خوادمهم الخاصة ولكن يبقى هذا الهجوم من أخطر أعمال الهكرز، فالاختراق يوقف الموقع بتغيير الواجهة الرئيسية مثلا، ويوقف الخادوم بعمل فورمات أو حتى الجهاز الشخصي، وتتم إعادة نسخة احتياطية محفوظة وبسرعة، بينما هجوم حجب الخدمة قد يوقف عمل الخادوم (Servers) لفترات طويلة وقد تقطع مصالح واعمال وقد تعرضت مواقع كبيرة لشبح هذا الهجوم الفتاك وهذا الهجوم لا يقف عند حد معين أو يستهدف منفذا معينا أو خدمة معينة، لكن لك خدمة هجوم وحتى تكرار تصفح الموقع بعمل تحديث أو الدخول عليه أكثر من مرة من آلاف الأجهزة هجوم على المنفذ 80 أو محاولة الاتصال بمئات المستخدمين على منفذ بروتوكول نقل الملفات.
كلما طال الهجوم وكثر الطلب على الخدمة زاد الخطر وقد تدمر عتاد الحاسوب بالضغط واستهلاك موارد النظام، والحماية الفعلية لا تكمن في الجدار الناري لأنه ربما يزيد في خطورة إذا كان مبرمج على طريقة عرض رسالة أو إرسال رسالة عند تلقي هجوم فيزيد من الضغط على موارد النظام الفعلية CPU، يجب على مسؤول الشبكة أو الخادوم مراقبة البيانات وإغلاق الخدمة التي تتعرض للهجوم مؤقتا حتى تجد حلا لها ويكون بتغيير ايبي مؤقتا لكي لا ينقطع عملك، ولحسن الحظ القليل يعرف كيفية استثماره وللأسف جهل الكثيرين بطريقة الوقاية منه ووقوع الكثير من مدراء الخواديم تحت هجمات بسيطة ولكن لم يستطيعوا حلها وأدت لمشاكل أكبر.

## الحماية من هجمات الحرمان من الخدمة
تتم الحماية من هذه الهجمات عن طريق برامج أو أجهزة جدران نارية لكي تمنع وصول الحزم إلى النظام.

## نظام (DoS.deny)
نظام الحماية Dos.deny هو نظام مخصص لاكتشاف هجمات الحرمان من الخدمة DOS والتصدي لها ومنعها من التأثير على أداء المخدمات أو المواقع التي تسعمل هذا النظام، ولمن لا يعرف ما هي عمليات الحرمان من الخدمة، فهي قيام شخص باستهداف موقع ما وذلك بإرسال قدر هائل من طلبات التصفح HTTP Request بغرض منع الموقع من العمل بشكل سليم أو إبطاء عمل الموقع، أو حتى الإطاحة بشكل كامل بخادوم الموقع بحيث يقف نظام الخادوم (Apache / IIS...) عن العمل نهائيا جراء الكم الهائل من أوامر التصفح.

### عمل نظام Dos.deny
يعمل هدا النظام عن طريق إضافة سطر واحد إلى ملفات المواقع، ويكون بإمكان النظام قراءة رقم بروتوكول إنترنت لكل زائر، وعن طريق تخزين هذه الأرقام وتتبعها وفقاً لخوارزمية معينه يكون بمقدور النظام اكتشاف عمليات الحرمان من الخدمة وذلك بضوابط يمكن لمدير الموقع التحكم بها من خلال لوحة التحكم، بمعنى أنه يمكنك تحديد عدد المحاولات والفترة التي تقع فيها هذه المحاولات، والتي على أساسها يمكن الحكم ان هذا الأي بيIP يقوم بهجمة للحرمان من الخدمة. عندها سيقوم النظام بالكتابة في ملفات من نوع إتش تي أكسيس وذلك لمنع ذلك IP من الوصول إلى الموقع أو أجزاء منه.

### دعم هذا النظام هجمات الحرمان من الخدمة الموزعة (DDOS)
لا يدعم هذا النظام هجمات الحرمان من الخدمة الموزعة (DDOS) بشكل كامل، ولا يستطيع هذا النظام الحماية من هجمات الحرمان من الخدمة الموزعه DDOS إذا كانت الهجمات تتم عن طريق عدد كبير جدا من أرقام الأي بي، اما إذا كانت الهجمة تتم عن طريق عدد محدود من أرقام الأي بي، فمن خلال ضبط الإعدادات بشكل أكثر صرامة سيكون بالمقدور إيقاف أو الحد من هذه العمليات بشكل كبير.

## الحلول لتفادي الهجمات
لجعل شبكتك آمنه من هجمات حجب الخدمة المستقبلية يجب الاشتراك في القائمة البريدية «لفريق الاستجابة لطوارئ الحاسب» CERT Computer Emergency Response Team من موقعهم الخاص.

## تحذيرات هامة
ثبت وجود برامج جديدة لشن هجمات حجب الخدمة الموزعة استخدمت جميع هجمات حجب الخدمة التي تمت في الماضي، برامج من نوع حصان طروادة، لا تعمل إلا على أنظمة يونكس، ولينكس فقط، ما يعني أن مستخدمي أنظمة ويندوز كانوا في أمان نسبي، من أن ُتستخدم أجهزتهم، بدون علمهم، لشن هجمات على مواقع إنترنت معينة. لكن شركة TrendMicro، التي تعمل في مجال الحماية من الفيروسات، كشفت أواخر الشهر ذاته، عن انتشار برنامج TROJ-TRINOO الجديد من نوع حصان طروادة، تمت برمجته لشن هجمات حجب الخدمة هذه المرة، من أنظمة ويندوز.
وهذا البرنامج هو عميل (حوسبة) لبرنامج Trinoo، الذي يعمل كمركز القيادة، لشن هذه الهجمات.. فإذا تمكن أحد المخترقين من دس هذه البرمجية في نظامك، فإنه سيتمكن من استخدام جهازك لشن الهجمات على أي مزود متصل بإنترنت. ولا يحتاج في هذه الحالة، إلا إلى معرفة عنوان IP لجهازك، خلال اتصالك بإنترنت.

### الحماية من برنامج Trinoo
ويمكنك التأكد من خلو نظامك من هذا البرنامج، كما يلي:
افصل اتصال جهازك بإنترنت، ثم شغّل برنامج محرر سجل النظام، واذهب إلى المفتاح
HKEY_LOCAL_MACHINE\Software\Microsoft\Windows\Curr entVersion\Run
وابحث عن الملف SERVICE.EXE وليس الملف SERVICES.EXE، الموجود أصلاً في أنظمة ويندوز 2000 واحذفه من النظام، إن وجد، ثم أعد تشغيل الجهاز. ويمكنك التأكد من أن الملف الذي تحذفه هو هذا البرنامج الخبيث، بالتأكد من حجمه، الذي يعادل 23145 بايت وجدير بالذكر أن معظم برامج الحماية من الفيروسات ستطرح تحديثات تحمي من هذا البرنامج، في أحدث إصداراتها.